# Aechmophorus clarkii
Aechmophorus clarkii е вид птица от семейство Podicipedidae.

## Разпространение
Видът е разпространен в Канада, Мексико и САЩ.